# 2009年の出版
2009年の出版（にせんきゅうねんのしゅっぱん）は、2009年（平成21年）の出版に関するできごとについてまとめた記事である。

## 概要
2009年には、過去20年間にわたって2兆円以上を維持してきた出版販売額が2兆円を割り込んで市場の縮小が進行し、特に、10月までに170誌の雑誌が休刊するなど、雑誌離れが加速した。

## できごと
* 以下の創刊、休刊・廃刊、復刊の日付は、特記した場合を除き、それぞれ創刊号、最終号、復刊号の発売日である。

### 1月
- 1月1日-ニューズ出版は三栄書房と吸収合併。
- 1月9日-青年コミック誌『ユートピア』（笠倉出版社）休刊。
- 1月10日 - 『Invitation』（ぴあ）休刊（最終号は2009年3月号）。
- 1月20日 - 青年コミック誌『コミックチャージ』（角川書店）休刊（最終号は2009年2月3日号）。
- 1月26日 - コミック誌『月刊マガジンZ』（講談社）休刊（最終号は2009年3月号）。
- 1月31日 - 幼児誌『マミイ』（小学館）休刊（最終号は2009年3月号）。

### 2月
- 2月10日
  - ファッション誌『ヴォーグ』3月号の表紙にミシェル米大統領夫人が登場すると発表。大統領夫人が同誌の表紙を飾るのは、ヒラリー・クリントン以来2人目 [2][3]。
  - 外交問題専門誌『フォーリン・アフェアーズ日本語版』休刊（最終号は2009年2月号）。

### 3月
- 3月14日 - アニメ誌『ファンロード』（大都社）休刊（最終号は2009年4月号）。
- 3月17日 - 情報誌『千葉ウォーカー』（角川マーケティング）休刊（最終号は2009年4月14日号）。
- 3月19日 - 暮らしモノ批評誌『MONOQLO』（晋遊舎）創刊[4]。
- 3月24日 - パソコン誌『YOMIURI PC』（読売新聞社）休刊（最終号は2009年5月号）。
- 3月26日 - 少年コミック誌『月刊ガンガンウイング』（スクウェア・エニックス）休刊（最終号は2009年5月号）。
- 3月30日
  - 情報誌『フロム・エー』関東・東海・関西版（リクルート）休刊。
  - 出版・通信販売業のユーリーグが民事再生法適用。

### 4月
- 4月1日
  - 『広告批評』（マドラ出版）休刊（最終号は2009年4月号）。
  - 『ぴっかり』（学研）創刊。
- 4月21日 - 情報誌『マネージャパン』（角川・エス・エス・コミュニケーションズ）休刊（最終号は2009年6月号）。
- 4月22日 - コミック誌『月刊ガンガンJOKER』（スクウェア・エニックス）創刊（2009年5月号）。

### 5月
- 5月1日
  - 『諸君!』（文藝春秋）休刊（最終号は2009年6月号）。
  - 女性ファッション誌『Cawaii!』（主婦の友社）休刊（最終号は2009年6月号）。
- 5月12日 - 少年コミック誌『ゲッサン』（小学館）創刊。
- 5月13日 - 情報誌『めしとも』（角川マーケティング）創刊。
- 5月23日 - 男性誌『エスクァイア日本版』（エスクァイア マガジンジャパン）休刊（最終号は2009年7月号）。
- 5月29日 - 村上春樹の『1Q84』BOOK1、BOOK2が新潮社から発売された。同書は、トーハン発表の「2009年年間ベストセラー」総合1位を記録した[5]。

### 6月
- 6月1日‐三推社が講談社ビーシーに社名変更。
- 6月24日 - 『ファミリーウォーカー』（角川マーケティング）創刊。

### 7月
- 7月4日 - 青年コミック誌『ヤングエース』（角川書店）創刊。
- 7月16日 - 休刊したアニメ雑誌『ファンロード』が、インフォレストからコスプレ情報誌『COSMODE』増刊『ファンロード改』として復刊。
- 7月28日 - 女性ファッション誌『マリ・クレール』（アシェット婦人画報社）休刊（最終号は2009年9月号）。

### 8月
- 8月6日 - 『STUDIO VOICE』（INFASパブリケーションズ）休刊（最終号は2009年9月号）。

### 9月
- 9月5日 - 休刊した『月刊現代』の後継誌として、『G2』（講談社）創刊。
- 9月23日 - 『フォーブス日本版』（ぎょうせい）休刊（最終号は2009年11月号）。
- 9月24日 - 『実際にあった怖い話』（大都社）創刊。
- 9月30日 - 情報誌『ガテン』（リクルート）休刊。

### 10月
- 10月22日 - 情報誌『Chou Chou』（角川マーケティング）休刊（最終号は2009年11月12日号）。

### 11月
（情報なし）

### 12月
- 12月1日 - ホンモノがわかる家電情報誌『家電批評』（晋遊舎）創刊
- 12月8日 - パソコン誌『ネトラン』（にゅーあきば）休刊（最終号は2009年12月号）。
- 12月16日 - メディアワークス文庫（アスキー・メディアワークス）創刊。
- 12月22日 - ファッション誌『PINKY』（集英社）休刊（最終号は2010年2月号）。
- 12月28日
  - 児童誌『小学六年生』（小学館）休刊（最終号は2010年2・3月合併号）。
  - 少女コミック誌『ChuChu』（小学館）休刊（最終号は2010年2月号）。
  - 情報誌『Hanako WEST』（マガジンハウス）休刊（最終号は2010年2月号）。